# Sataspes galleyi
Sataspes galleyi är en fjärilsart som beskrevs av Patrick Basquin 1982. Sataspes galleyi ingår i släktet Sataspes och familjen svärmare. Inga underarter finns listade.